# 克孜尔水库
克孜尔水库，也称黑孜水库，位于中国新疆维吾尔自治区阿克苏地区拜城县克孜尔乡，坝址距拜城60km，距库车70km，是以灌溉、防洪为主，兼有发电、养殖等功能的大（二）型水库，也是新疆最大的水库，总库容6.4亿立方米，坝址以上集水面积1.7 万平方公里。克孜尔千佛洞位于大坝东侧7km处。
克孜尔水库是一座拦河式水库，水库大坝于1999年荣获全国优质水利工程奖；2000年又荣获鲁班奖。
1999年3月15日，新疆库车发生5.6级地震，影响波及到克孜尔水库，对库区的影响烈度为6°，致使水库坝顶面出现少许裂缝，岸坡出现小规模崩塌。